# ليو كليسترز
ليو كلايسترز ، من مواليد 9 نوفمبر 1956 ، لاعب كرة قدم بلجيكي سابق، وهو والد لاعبتي التنس كيم كلايسترز، و إلك كلايسترز.
لعب مع منتخب بلجيكا لكرة القدم.
توفي في 4 يناير 2009.

## مسيرته الكروية
لعب ليو كليسترز خلال مسيرته الاحترافية مع 6 أندية في تسعة عشر موسمًا وسجل خلالها 41 هدفًا ضمن 511 مباراة. حيث فاز في موسم واحد بالكأس وفي موسم واحد بالدوري.
خاض ليو كليسترز مسيرته مع نادي كلوب بروج في موسم 1974–75 لمدة موسم واحد، مشاركًا في مباراة ولم يسجل أي هدف. ثم انتقل إلى K. Patro Eisden Maasmechelen ‏ في موسم 1975–76 لمدة موسم واحد، حيث شارك في 29 مباراة سجل خلالها هدفًا واحدًا. لينتقل بعدها إلى نادي تونغيرين ‏ في موسم 1976–77 ليلعب معه ستة مواسم، مشاركًا في 167 مباراة سجل خلالها 21 هدفًا. ثم انتقل إلى نادي واترشاي ثور في موسم 1982–83 ليلعب معه أربعة مواسم، مشاركًا في 119 مباراة سجل خلالها 6 أهداف. هذا وانتقل لاحقًا إلى نادي كيه في ميخيلين في موسم 1986–87 ليلعب معه ستة مواسم، مشاركًا في 174 مباراة سجل خلالها 13 هدفًا. ثم انتقل بعدها إلى نادي لييج في موسم 1992–93 لمدة موسم واحد، مشاركًا في 21 مباراة ولم يسجل أي هدف.

## روابط خارجية
- ليو كليسترز على موقع الاتحاد الدولي (مؤرشف)  (الإنجليزية)
- ليو كليسترز على موقع الاتحاد البلجيكي (الإنجليزية)
- ليو كليسترز على موقع قاعدة بيانات كرة القدم.إي يو (الإنجليزية)
- ليو كليسترز على موقع ناشيونال فوتبول تيمز (الإنجليزية)
- ليو كليسترز على موقع عالم كرة القدم.نت (الإنجليزية)